# Елен Стоун
Елен Марија Стоун (Розбери, 24. јул 1846 — Челси, 13. децембар 1927) била је америчка протестантска мисионарка коју су 1901. године отели чланови Унутрашње македонске револуционарне организације. Отмица је изазвала велику пажњу у јавности у САД. 

## Детињство и младост
Елен Стоун рођена је 1846. године у Розберију у Масачусетсу (САД). Подстакнута причама које су у САД доносили Балканци из крајева провинције Румелије (Османско царство), Елен је од врха Протестантске цркве затражила да је пошаљу на Балкан где би ширила своју веру. Године 1878. је по налогу Протестантске цркве допутовала у османску провинцију Румелију са задатком да тамо шири хришћанство. У бугарском градићу Самокову отвара школу за васпитачице. У њој је провела десет година.

## Отмица
Америчка влада у овом периоду отвара прва конзуларна представништва на Балкану. Представништво Протестантске цркве у Солуну враћа Елен Стоун на Балкан (након вишемесечног боравка у Америци) са новим задатком (1898. године). Елен је доста путовала између Софије, Истанбула и Солуна. Тако је 3. септембра 1901. године отета од стране „бугарских разбојника”. Два дана касније је амерички конзул у Цариграду, Диксон, сазнао за отмицу. Била је то прва отмица америчког грађанина која је израсла у светску аферу. У Америци је изазивала велико интересовање. Председник Теодор Рузвелт лично је од великог везира Ћучук Мехмед Саид-паше затражио хитно ослобађање Американке. Дана 13. септембра у представништво Протестантске цркве у Солуну стигло је писмо написано Еленином руком. Она је обавештавала да ће је разбојници ослободити уколико Америка плати откуп од 25.000 османских лира у злату што је за ондашње прилике била огромна сума. Отмичари су претили да ће у супротном убити заробљеницу. 

## Ослобађање
Шестомесечна драма завршена је Елениним ослобађањем након плаћања великог данка (110.000 тадашњих долара). Између отмичара и представништва у Солуну је преко курира отмичара измењено 250 депеша. Све су сачуване. Са отмичарима се конзул Дикенсон срео 31. јануара 1902. године у Банском након што је успео да их убеди да суму за откуп преполове. Након ослобађања, Елен је дочекана у домовини као херој. Изјавила је да су се отмичари све време односили према њој пристојно. 

## Последње године и смрт
У Америци је провела неколико година бавећи се педагошким радом. Када је поново затражила да је врате на Балкан, Стејт департмент је одбио јер је Велика порта изразила сумњу да је Елен Стоун била саучесник у сопственој отмици како би изнудила новац за македонске револуционаре. Она је ове тврдње до краја живота оповргавала. Последње године живота провела је у Челсију где је написала дневник о свом боравку на Балкану. Он је, међутим, изгорео заједно са Еленином кућом. Преминула је 1927. године. 

## Филм
О пустоловинама Елен Стоун снимљен је 1958. године истоимени филм по сценарију Ђорђија Абаџијева и Трајчета Попова. Филм је режирао Живорад Жика Митровић, а главну улогу је тумачила Олга Спиридоновић. Остали глумци били су: Петре Прличко, Илија Џувалековски, Илија Милчин, Драган Оцокољић и Дарко Димевски. Олга Спиридоновић, Петре Прличко и сценограф Василије Цицо Поповић награђени су Златним аренама на филмском фестивалу у Пули.